# Pterynotus phillipsi
Pterynotus phillipsi är en snäckart som beskrevs av E. H. Vokes 1966. Pterynotus phillipsi ingår i släktet Pterynotus och familjen purpursnäckor. Inga underarter finns listade i Catalogue of Life.